# أم الغيران
أم الغيران قرية تقع جنوب محافظة المهد، والتابعة لمنطقة المدينة المنورة في السعودية عُرفت هذه القرية بطريق زبيدة الذي يمُر به الحجيج. تقع في جنوب شرق المدينة المنورة، وتبعد عنها بمسافة تقارب (270) كيلو متر، وعن مهد الذهب بمسافة تقارب (70) كيلو متر.